# しゃばぞう
しゃばぞう
1. 「娑婆い小僧」の略。この場合の「娑婆い」とはヤンキーらしくない冴えない人のことを言う。
2. 日本のピン芸人。本項で詳述。

しゃばぞう（1974年7月7日 - ）は、日本のピン芸人。本名、中島 靖吾（なかじま せいご）。
埼玉県出身。元石井光三オフィス、現SMA NEET Project所属。血液型はB型。

## 来歴・人物
以前は同名でコンビとして活動。R-1ぐらんぷり2009　2回戦進出。
2021年のキングオブコントではマツモトクラブ、もじゃとのトリオ「マンプクトリオ」として出場。

## 芸風
- 田舎育ちの「横山一郎」というキャラクターで面接やスピーチなどを行うが、その内容は世間知らずであるが故の不謹慎な事を行う。
- 横山は東北訛りであり、無職を「夢で食べると書いて夢食」、大人の恋愛を「チョメチョメ」と表現する。

## 出演番組
- エンタの神様（日本テレビ）　キャッチコピーは「ルール無用の田舎モン」
- 爆笑ホワイトカーペット（フジテレビ、2009年4月4日）　キャッチコピーは「不景気なんか怖くない」
- イツザイ（テレビ東京）キャッチコピーは「青森のイチロー」
- お笑い図鑑 ハマヌキ（tvk）
- 爆笑レッドカーペット（フジテレビ、2009年8月1日）　キャッチコピーは「不景気の申し子」
- 初詣!爆笑ヒットパレード2010（フジテレビ、2010年1月1日）